# Ванг Лиџуо
Ванг Лиџуо (кин: 王李卓, пинјин. Wáng Lǐzhuō; Харбин, 18. април 1998) кинески је пливач чија специјалност су трке прсним стилом.

## Спортска каријера
Ванг је са такмичењима у сениорској конкуренцији започео током 2017. наступајући на митинзима светског купа. Прво велико такмичење у великим базенима на коме је учествовао је било Панпацифичко првенство у Токију, у августу 2018, на ком је успео да се пласира у финала на 100 и 200 прсно (5. и 6. место). У децембру исте године по први пут је наступио на светском првенству у малим базенима, које је одржано у кинеском Хангџоуу, где је успео да се пласира у финале трке на 100 прсно, које је окончао на укупно шестом месту.
На светским првенствима у великим базенима дебитовао је у корејском Квангџуу 2019. где је наступио у две дисциплине прсним стилом. У квалификацијама на 50 прсно заузео је 18. место и није се пласирао у полуфинале, док је у трци на 100 прсно заузео 12. место у полуфиналу.

### Допинг скандал
У мају 2015. Ванг је био позитиван на допинг тесту на недозвољену супстанцу кленбутерол. Годину дана касније, у марту 2016, након истраге коју је спровела Кинеска пливачка федерација, установљено је да је Ванг грешком узео недозовољене супстанце, због чега је, уместо суспензијом, кажњен опоменом.